# Tessin bei Boizenburg
Tessin bei Boizenburg é um município da Alemanha, situado no distrito de Ludwigslust-Parchim, no estado de Mecklemburgo-Pomerânia Ocidental. Tem 10,26 km² de área, e sua população em 2019 foi estimada em 419 habitantes.